# クラウジネイ・ドス・サントス・オリヴェイラ
クラウジネイ・オリヴェイラ (Claudinei Oliveira) ことクラウジネイ・ドス・サントス・オリヴェイラ（Claudinei dos Santos Oliveira, 1969年9月28日 - ）は、ブラジル・サントス出身の元サッカー選手、現サッカー指導者。現役時代のポジションはGK。

## 選手歴
サントスFCでデビューした後、下位リーグのクラブを転々とした。

## 指導歴
2009年に古巣のサントスのU-15監督に就任し、U-15のカンピオナート・パウリスタで優勝。翌年U-17監督に昇格しU-17の同リーグで優勝。2011年にU-20監督に昇格し、2012年にU-20の同リーグを、2013年にコパ・サンパウロ・ジ・フチボウ・ジュニオル (pt) を制した。5月31日にムリシ・ラマーリョ監督の後任としてトップチームの監督に就任。就任2日目で試合に臨んだ。6月12日に初勝利。その後年末まで監督として活躍し、7位という順位につけた。その後解任されて、サントスの監督はオズワルド・オリヴェイラとなった。なお彼はゴイアスECの監督となった.。
2016年にセリエB・アヴァイFCの監督に就任する。リーグ2位に導きセリエA昇格を達成したが、トップディヴィジョンではリーグ18位に沈み1年でセリエB降格となった。
2018年にはスポルチ・レシフェやパラナ・クルーベを率いたが、どちらもセリエBへ降格した。10月16日にシャペコエンセの指揮官に就任すると、コパ・スダメリカーナ2019でも指揮を執った。
2020年2月17日、解任された呂比須ワグナーの後を受けボタフォゴ-SPの監督として招聘される。リーグ16位と降格圏から脱した中でクラブから評価され、9月には2021年シーズン末まで契約を延長。クラブはセリエBで19位に沈み11月20日に解任された。12月9日、アヴァイの指揮官に復帰した。